# Панчевачки-Рит

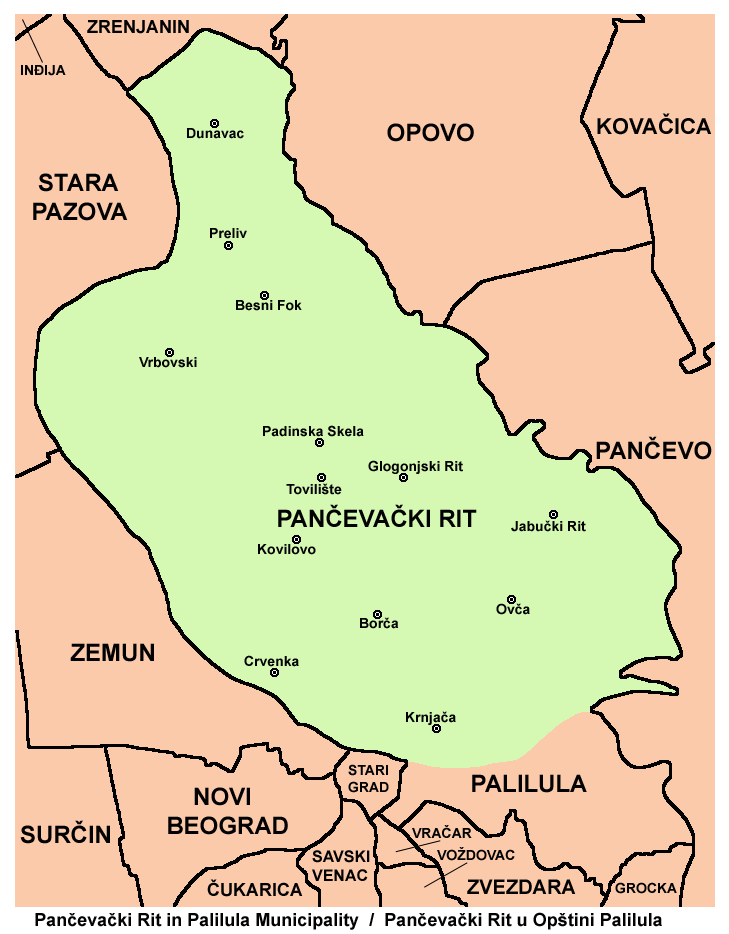
Карта Панчевачки-Рита

Панчевачки-Рит (серб. Панчевачки Рит) — географический регион в Сербии, в юго-западном Банате, площадью в 400 км². Относится к белградской общине Палилула. До Второй мировой войны эта местность была сильно заболочена, однако во времена СФРЮ частично осушена и превращена в плодородный регион. Сейчас там выращиваются зерновые и овощи. Панчевачки-Рит находится в ведении сельскохозяйственного предприятия «ПКБ Београд», который продуктами питания снабжает Белград и его окрестности. 
Населенные пункты:
- Борча
- Овча
- Крняча
- Дунавац
- Бесни-Фок
- Врбовски
- Падинска-Скела
- Ковилово
- Глогоньски-Рит
- Ябучки-Рит
- Рева
- Себеш